# 셀림 2세
셀림 2세(오스만 튀르크어: سليم ثانى, 튀르키예어: II. Selim, 1524년 5월 28일~1574년 12월 15일)는 오스만 제국의 11대 술탄이다.(재위 1566년~1574년)

## 생애
셀림 2세는 오스만 제국의 10번째 술탄인 쉴레이만 1세와 그의 총비인 휴렘 술탄의 사이에서 태어난 아들이다. 그와 그의 아들 무라트 3세는 오스만 제국의 영토 확장에 가장 노력한 술탄들이었다.
셀림 2세는 당대 재상 메흐메드 파샤 소콜루(Sokollu Mehmet)와 함께 이웃 제국들과의 평화조약을 체결했다. 또한 인도네시아 바다 정복에 나섰다.
그는 인도와 그 부근 국가들의 무슬림 통치자들의 후원자이기도 했다.

## 업적
셀림 2세의 시대에 콘스탄티노플에 위치한 아야 소피아를 보수했다. 또한 셀림 2세의 아버지인 술탄 쉴레이만 1세의 웅장한 사원은 오스만 시대의 가장 뛰어나고 유명한 건축가 시난이 그의 치세에 건축한 것이다.
셀림 2세는 그의 아버지와 비슷하게 많은 글들을 남겼는데, 이 때문에 그는 오스만 제국의 지배자이기 이전에 시인의 이름도 얻었다. 셀림 2세는 특별히 그의 총비인 눌바누 술탄을 위해 쓴 시들이 후대까지 전해져 터키 고전문학(Divan)의 훌륭한 예로 평가받고 있다.

## 자녀
남자
1. 무라트 3세 - 눌바누 술탄의 아들
2. 압둘라
3. 오스만
4. 무스타파
5. 쉘레이만
6. 메흐메드
7. 마흐무드
8. 지한기르

여자
1. 파트마
2. 샤
3. 제브헤르한
4. 에스라